# John Waine
John Waine KCVO (* 20. Juni 1930; † 29. Dezember 2020) war ein britischer anglikanischer Theologe. Er war von 1978 bis 1986 Bischof der Diözese St. Edmundsbury und Ipswich und von 1986 bis 1996 Bischof der Diözese Chelmsford der Church of England.
Waine wurde als Sohn von William Waine geboren. Er besuchte die Prescot Grammar School und die University of Manchester. Seinen Militärdienst absolvierte er in der Royal Air Force. Zur Vorbereitung auf sein Priesteramt studierte er Theologie am Ridley Hall College in Cambridge. Seine Priesterlaufbahn begann er von 1955 bis 1958 als Vikar (Curate) an der St Mary’s Church in West Derby, einem Vorort von Liverpool. Von 1958 bis 1960 war er Vikar an der All Saints Church in Sutton in der Nähe von St. Helens. Anschließend hatte er Pfarrstellen (Vicar) in Ditton in der Grafschaft Cheshire (1960–1964), an der Holy Trinity Church in Southport (1964–1969) und als „Rector“ in Kirkby in der Diözese von Liverpool (1969–1975). 1975 wurde er zum Bischof geweiht. Von 1975 bis 1978 war er als „Bischof von Stafford“ Suffraganbischof in der Diözese Lichfield der Church of England. 1978 wurde er, als Nachfolger von Leslie Brown, Bischof von St Edmundsbury und Ipswich. Dieses Amt übte er bis 1986 aus. Sein Nachfolger als Bischof von St Edmundsbury und Ipswich wurde John Dennis. 1986 wurde er, als Nachfolger von John Trillo, Bischof von Chelmsford. Seine feierliche Inthronisation erfolgte am 31. Mai 1986 in der Chelmsford Cathedral. Dieses Amt hatte er bis 1996 inne. 1996 ging er in den Ruhestand. Sein Nachfolger als Bischof von Chelmsford wurde John Perry. 1989 übernahm er von John Bickersteth das Ehrenamt des Clerk of the Closet. Er war somit als Erster Hofkaplan der Königin Mitglied des Königlichen Haushalts. 1996 schied er aus diesem Amt aus; sein Nachfolger in dieser Funktion wurde Jonathan Bailey.
Waine erhielt die Ehrendoktorwürde der University of Essex. Waine war außerdem bis Juni 2007 Prälat (Prelate) des Order of Saint John.
Waine heiratete 1957 seine Ehefrau Patricia Zena Haikney, die Tochter von Captain Bertram Stevenson Haikney. Aus der Ehe gingen drei Kinder hervor.

## Mitgliedschaft im House of Lords
Waine gehörte in seiner Eigenschaft als Bischof von St Edmundsbury und Ipswich und als Bischof von Chelmsford von Ende Januar 1985 bis Ende April 1996 bis zu seinem Ruhestand als Bischof von Chelmsford als Geistlicher Lord dem House of Lords an.
Im Hansard sind insgesamt 10 Wortbeiträge Waines aus den Jahren von 1988 bis 1996 dokumentiert. Seine erste im Hansard dokumentierte Wortmeldung erfolgte am 10. Februar 1988 in einer Debatte über pseudo-religiöse Kulte und Kulthandlungen. Am 31. Januar 1996 meldete er sich während seiner Amtszeit im House of Lords zuletzt zu Wort.